# El Triunfo (La Independencia)
El Triunfo es una localidad del estado mexicano de Chiapas. Es parte del municipio de La Independencia.

## Demografía
| Gráfica de evolución demográfica |
|                                  |

| Censo | Población |
| ----- | --------- |
| 1921  | 225       |
| 1930  | 307       |
| 1940  | 962       |
| 1950  | 1 239     |
| 1960  | 1 538     |
| 1970  | 2 053     |
| 1980  | 3 347     |
| 1990  | 4 048     |
| 2000  | 4 570     |
| 2010  | 5 478     |
| 2020  | 5 660     |